# Криниты
Криниты — армянская знатная семья в Византии, давшая в IX — X веках ряд полководцев и наместников фем. Находились в родстве с другим армянским родом Мосиле

## Видные представители рода
- Прокопий Кринит — византийский полководец, погиб во время похода против болгарского царя Симеона I
- Аротр Кринит — стратиг Пелопоннеса при императоре Романе Лакапине
- Пасхалий Кринит — в середине X века стратиг Калабрии